# Kreuzdachbildstock (Burkardroth, An der Höll)

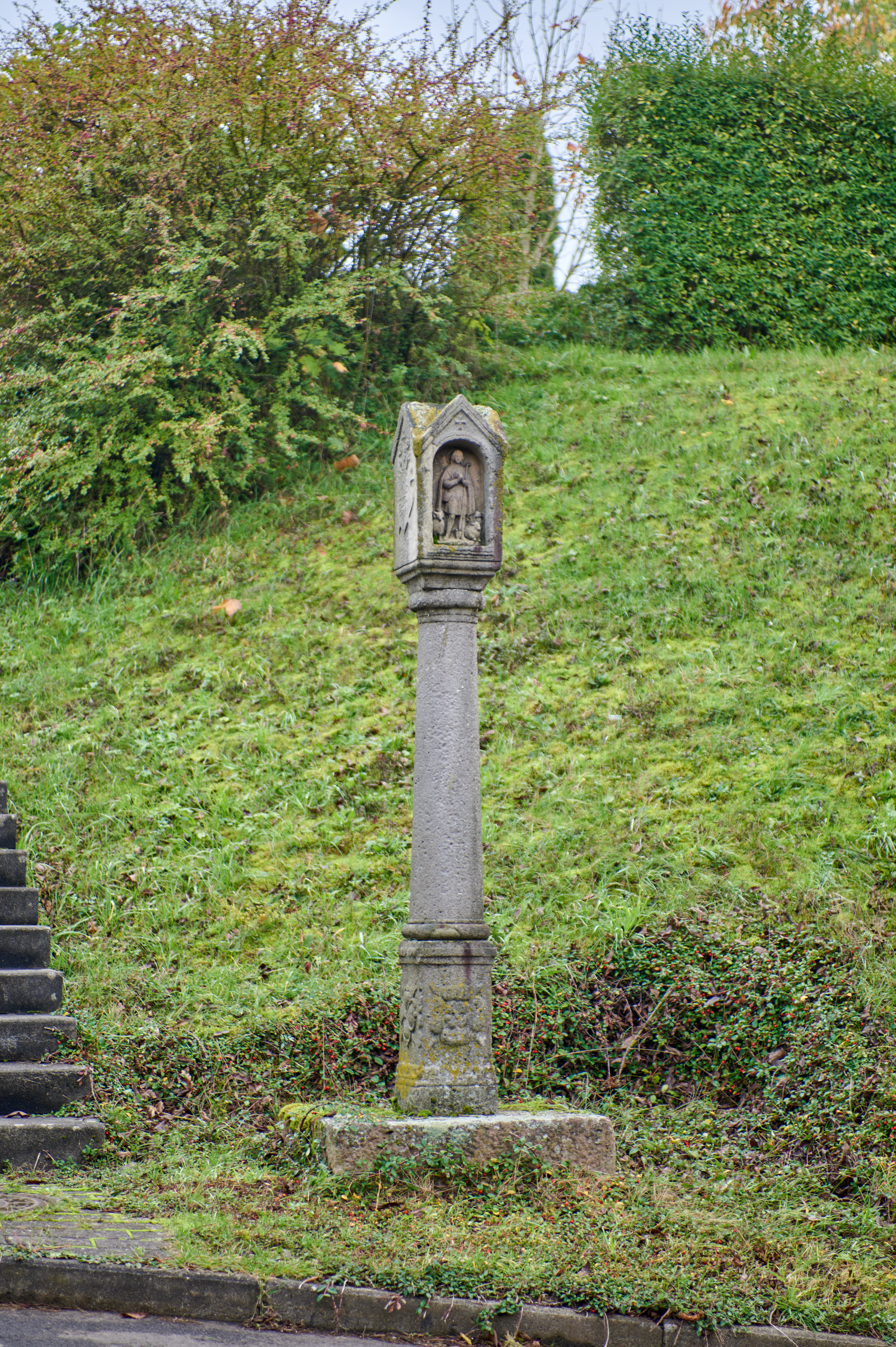
Kreuzdachbildstock, An der Höll in Burkardroth.

Der Kreuzdachbildstock mit der Adresse An der Höll befindet sich im bayerischen Markt Burkardroth im unterfränkischen Landkreises Bad Kissingen.
Er gehört zu den Baudenkmälern in Burkardroth und ist unter der Nummer D-6-72-117-145 in der Bayerischen Denkmalliste registriert.

## Beschreibung
Der Kreuzdachbildstock stammt von 1672 und besteht aus grauem Sandstein. Der 233 cm hohe Bildstock besteht aus einem Fundament, dem Sockelschaft und dem Kreuzdachhaus. Auf einem prismatischen Fundament mit den Maßen 23 cm × 74 cm × 80 cm befinden sich ein prismatischer Sockel mit den Maßen 52 cm × 23,4 cm × 23,5 cm und ein 103 cm hoher, konischer Schaft (Durchmesser von 20 cm unten und 16 cm oben) mit einer 4 cm dicken Basiswulst, zwei jeweils 1,5 cm dicken Kapitellringen und einer 6 cm hohen Kapitellwulst. Das darauf befindliche Kreuzdachhaus hat die Maße 52 cm × 23,5 cm × 23,5 cm und ist mit folgender Dachhauszier ausgestattet:
Bildnische: Jesus als Guter Hirte
Wappen des Fürstbischofs Johann Philipp von Schönborn
rechts: Inschrift in Versalien. Im Giebeldreieck befindet sich eine Dreierpalmette. Darunter steht:

„DIS. HAT. LASEN

MACHEN. GOTT.

ZV EHREN. MICH

ELE. SCHLERETH VO

N STANGENRO

TH. BARRA. (*) SEIN

EHELICHEN HA

VS. FRAUEN.“

Darunter befindet sich eine 3-Blattblüte als Bildhauersignatur.
Als Sockelzier beherbergt der Bildstock ein Fischblasen-Hakenkreuz, ein Viererherzblatt mit Diagonalkreuz, eine Herzblatt-Spiralenblüte (4 + 8 = Das Herz Jesu ist der Herrscher der Welt) sowie ein 8-Blatt-Ornament mit Diagonalkreuz vom Typ Waldfenster.